# Amelia Laskey
Amelia Rudolph Laskey (12 décembre 1885 - 19 décembre 1973) est une naturaliste et ornithologue amateur américaine, connue pour ses contributions à la compréhension du comportement des oiseaux. Bien qu'autodidacte sans formation scientifique formelle, Laskey apporte de nombreuses contributions originales au domaine de l'ornithologie et publie dans des revues scientifiques réputées. De nombreuses publications la désignent sous le nom de F.C. Laskey.
Au cours de sa carrière, Amelia Laskey étudie le comportement des oiseaux en matière de reproduction, de nidification, de territorialité, de longévité et de migration. Elle participe régulièrement au Christmas Bird Count de la Société nationale Audubon. Ses publications scientifiques s'étendent sur 40 ans, de 1933 à 1973, année de sa mort, et comprennent plus de 150 articles publiés dans des revues ornithologiques. Elle a bagué 3 734 oiseaux de 69 espèces. Amelia Laskey est également connue pour ses soins aux oiseaux blessés,.

## Enfance et vie privée
Amelia Laskey est née Amelia Rudolph de parents immigrés allemands, Susan et Frank Rudolph, à Bloomington, dans l'Indiana. Son père possède une entreprise de construction, et sa mère est une jardinière passionnée. Elle va à l'école à Chicago jusqu'au lycée. Elle devient ensuite sténographe à la Oliver Typewriter Company avant son mariage avec Fredrick C. Laskey en 1911. Elle enseigne également aux filles à l'école du dimanche de l'église méthodiste d'Ogden Park. En 1921, elle et son mari s'installent à Nashville, dans le Tennessee, où Fredrick travaille comme directeur à la Swift and Company. Le couple n'a pas d'enfants.

## Recherche en ornithologie

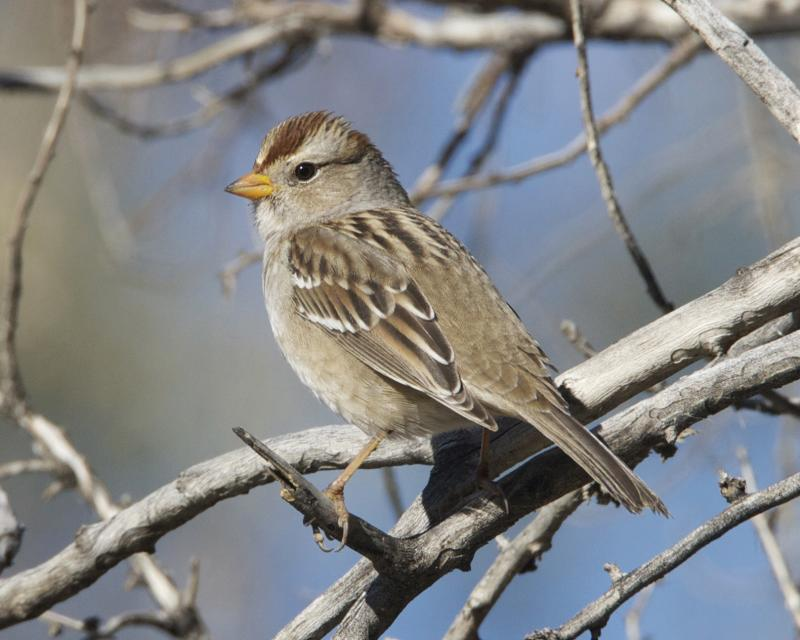
Zonotrichia leucophrys gambellii immature, ou Bruant de Gambel, découvert par Amelia Laskey.

La carrière de chercheuse d'Amelia Laskey commence après son déménagement en 1921 à Nashville, Tennessee. À cette époque, Laskey commence à participer à un club de jardinage local et possède un vaste jardin à son domicile qu'elle nomme "Blossomdell". Son jardin offre un territoire naturel aux oiseaux et autres créatures sauvages. Elle devient également membre d'une société littéraire locale. Grâce à des connaissances dans ces organisations, Laskey rejoint la Tennessee Ornithological Society en 1928, ce qui lui permet de développer un intérêt profond pour l'ornithologie.

### Études sur le comportement des oiseaux
Les premières recherches d'Amelia Laskey portent sur le comportement migratoire du martinet ramoneur, des vachers et des moqueurs, espèces communes dans sa région. À cette fin, elle obtient une licence de baguage d'oiseaux auprès du United States Fish and Wildlife Service. Laskey commence ensuite à étudier systématiquement le comportement et la migration des oiseaux. Elle continue à utiliser les méthodes de baguage des oiseaux tout au long de sa carrière scientifique.

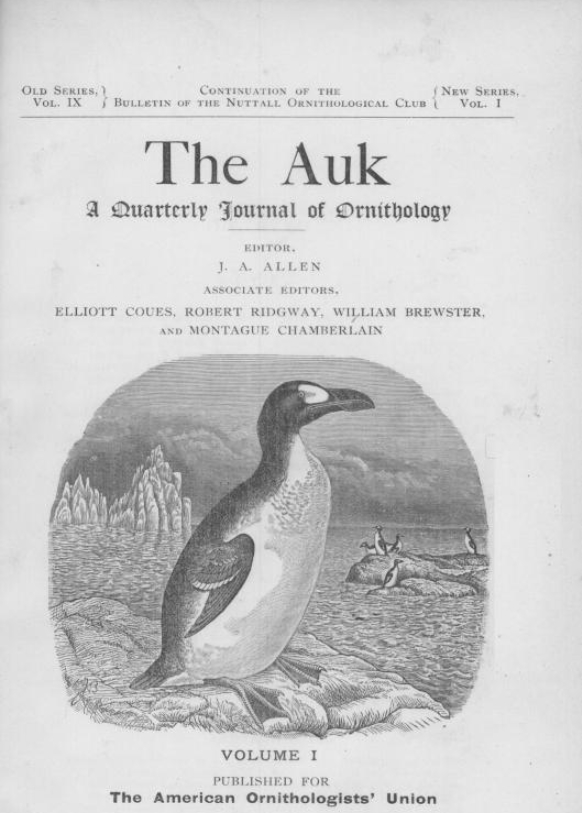
La première couverture de The Auk, une revue scientifique dans laquelle Laskey publie douze articles.

Durant ses premières recherches, Amelia Laskey découvre que le Martinet ramoneur hiverne au Pérou. Elle détermine dès le début de ses recherches que, bien que les bruants des champs  résident toute l'année dans le Tennessee, la population hivernale est différente de la population estivale. Amelia Laskey étudie également le comportement de nidification des merlebleus et est la première à identifier un bruant de Gambel (aujourd'hui une sous-espèce du Bruant à couronne blanche) dans le Tennessee. Les autres espèces rares du Tennessee qu'elle a observées sont la grive de Bicknell, le moineau friquet et le bruant à face noire.
Elle est particulièrement remarquée pour son étude du comportement des oiseaux moqueurs ; Amelia Laskey étudie le développement du chant de l'espèce, le comportement d'accouplement, le nombre de partenaires, la taille de leur ponte et la défense territoriale. Elle découvre également que les vachers à tête brune sont monogames.
L'une des méthodes scientifiques d'Amelia Laskey est l'observation directe et prolongée du comportement d'individus spécifiques d'une espèce d'oiseau. À cet égard, Laskey garde chez elle pendant 15 ans un oiseau moqueur nommé Honey child. L'étude de cet oiseau captif complète ses études systématiques du comportement des oiseaux moqueurs, notamment l'acquisition du chant par les oiseaux moqueurs,.
Parmi les autres oiseaux qu'Amelia Laskey a réhabilités, figurent une buse à queue rousse infirme qui vit avec elle pendant dix ans et un grand-duc d'Amérique albinos qu'elle garde en pension pendant 22 ans. Elle commence à baguer les oiseaux en 1931 et devient une bagueuse très attentive et prolifique. Elle contribue également à l'étude de Lowery et Newman sur la migration nocturne des oiseaux en observant des volées d'oiseaux lorsque leurs silhouettes traversent le disque lunaire.

### Sauvetage d'oiseaux
À partir de 1948, Amelia Laskey se rend compte que de nombreux oiseaux meurent pour des raisons alors inconnues à l'aéroport de Nashville et dans d'autres aéroports. En enquêtant sur la mortalité des oiseaux dans les aéroports, elle découvre que les oiseaux sont désorientés par un type de lumière utilisé pour la détection des nuages, en particulier pendant les périodes de migration. Amelia Laskey découvre que la mort d'oiseaux peut être évitée par l'utilisation d'une lumière correctement filtrée. Les autorités aéronautiques du gouvernement des États-Unis rendent obligatoire l'utilisation de tels filtres, résolvant ainsi le problème de la mortalité des oiseaux causée par l'utilisation des célomètres,. Elle est également une pionnière dans la recherche sur les pertes d'oiseaux migrateurs dans les tours de télévision.

### Influences

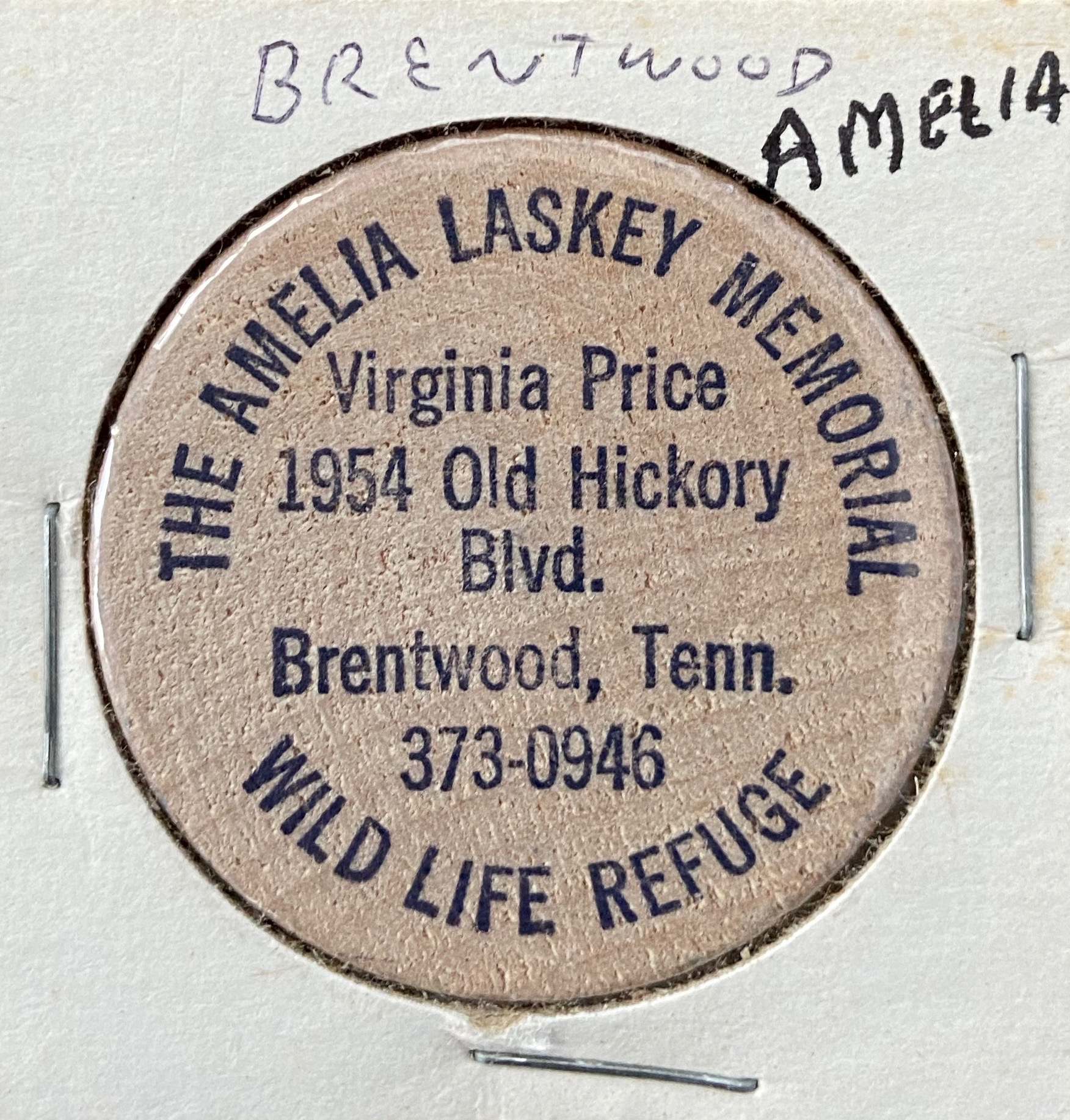
Nickel en bois Amelia Laskey commémorant le refuge pour animaux sauvages Amelia Laskey à Brentwood, Tennessee.

Au début de ses recherches scientifiques, Amelia Laskey correspond avec l'ornithologue professionnelle Margaret Morse Nice, qui lui sert de mentor et l'encourage à publier dans des revues scientifiques d'ornithologie. Cela conduit à des collaborations avec Nice et d'autres ornithologues, dont Josselyn Van Tyne,.

## Honneurs et héritage
Amelia Laskey est nommée membre de l'American Ornithologists' Union en 1966, une organisation dont elle est membre depuis 1933.
Le projet de nidification des merlebleus de l'Est dans les parcs Warner de Nashville, est lancé en 1936 par Amelia Laskey. Il se poursuit depuis 2021 et est le plus ancien projet de nidification aux États-Unis.
Amelia Laskey est enterrée à côté de son mari au Woodlawn Memorial Park and Mausoleum à Nashville.